# 間部詮功
間部 詮功（まなべ あきよし）は、明治時代の士族。旗本本所間部家最後の当主。初めは横山 錠蔵と名乗った。
安政元年（1854年）、寄合・横山錞三郎の五男として生まれる。本所間部家当主・間部詮論の養子に入り、明治2年（1869年）8月、家督と遺領を継ぐ。同年2月には明治政府から総髪にすることを許された。明治3年（1870年）1月、前当主・詮論の代で明治政府に本領安堵されていたすべての知行所が上知され、詮功は士族に編入された。これによって、旗本としての本所間部家は消滅した。
明治4年（1871年）10月、詮功は帰農し平民になる。この時、東京府から禄高5か年分の一時賜金を下付されたが、本所松井町にあった屋敷は上知された。明治23年（1890年）11月、死去。